# Henrique Bassi
Henrique Artur Azevedo Bassi (Belo Horizonte, 10 de junho de 1962), é um ex-voleibolista indoor brasileiro, canhoto, atuou na posição de ponteiro com marca de 333 cm de alcance no ataque e 320 cm, e servindo a seleção brasileira conquistou a medalha de prata no Campeonato Mundial Juvenil de 1981 nos Estados Unidos.Em clubes conquistou o bicampeonato nas edições do Campeonato Sul-Americanos de Clubes nos anos de 1984 e 1985, já na edição do ano de 1986 alcançou a medalha de prata no Chile. Mesmo feito obtido no ano de 1987 na Bolívia..

## Carreira
Ele foi revelado nas categorias de base do Minas Tênis Clube  e integrou o elenco juvenil da Seleção Brasileira na edição do Campeonato Mundial Juvenil de 1981, cuja sede foi em Colorado Springs, Estados Unidos, ocasião da conquista da medalha de prata, ocasião que foi comandado pelo técnico Bebeto de Freitas.
Henrique jogou como atacante, na época cortador, canhoto ,e mesmo tendo baixa estatura, compensava com impulsão extraordinária atingindo acima de 1 m, chegando a 3,33 m no ataque, agilidade e boa recepção, além de sua grande visão de quadra chamava atenção, apelidado de “Nanico Atômico” pelos adversários, respondia dentro de quadra com uma dedicação exemplar. Em 1982 atuou pelo elenco profissional do Minas Tênis Clube na conquista do título da Copa Brasil.
Renovou com o Fiat/Minas e conquistou o título do Campeonato Mineiro de 1984, além do inédito título do Campeonato Brasileiro de 1984, época que já era estudante de Odontologia, e era capitão da equipe e vestia a camisa#10 e sob o comando do técnico Young Wan Sohn , e ainda foi medalhista de ouro na edição do Campeonato Sul-Americano de Clubes de 1984 em Lima, no Peru.
Na jornada esportiva seguinte atuou pelo Fiat/Minas e conquistou mais um título do Campeonato Mineiro de 1985, além do bicampeonato no Campeonato Brasileiro de 1985e  o bicampeonato no Campeonato Sul-Americano de Clubes de 1985 em Assunção , no Paraguai ocorreu de forma invicta. nesta temporada foi cortado da Seleção Brasileira, ano que conclui a graduação em Odontologia.
Em mais uma temporada dirigindo o Fiat/Minas conquistou o tricampeonato consecutivo do Campeonato Brasileiro de 1986 finalizado em 1987, sendo eleito o melhor atacante e foi vice-campeã do Campeonato Sul-Americano de Clubes de 1986 em Santiago, Chile.
Em 1987 descobriu um câncer em um dos testículos, fez cirurgia e voltou a jogar com dois meses e meio depois de tal intervenção, na qual retirou o testículo comprometido, mas foi pai pela primeira vez depois de dois anos após o procedimentonesta temporada seguinte não chegou ao pódio nacional e disputou o Campeonato Sul-Americano de Clubes de 1987 em La Paz , Bolívia, e novamente ficou com a medalha de prata.
Na temporada de 1988-89 foi semifinalista e alcançou a final da correspondente Liga Nacional e finalizou com o segundo lugar.
Em 2005 esteve exercendo a função de Diretor do Departamento de Voleibol do Minas Tênis Clube.

## Títulos e resultados
- Campeonato Brasileiro: 1984[4],1985[8] e 1986[5]
- Liga Nacional:1988-89[5]
- Copa Brasil de Clubes:1982[3]
- Campeonato Mineiro: 1984 e 19851984

## Premiações individuais
- Melhor Atacante da Final do Campeonato Brasileiro de 1986[13]